# انتحار بمساعدة الغير

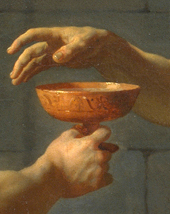

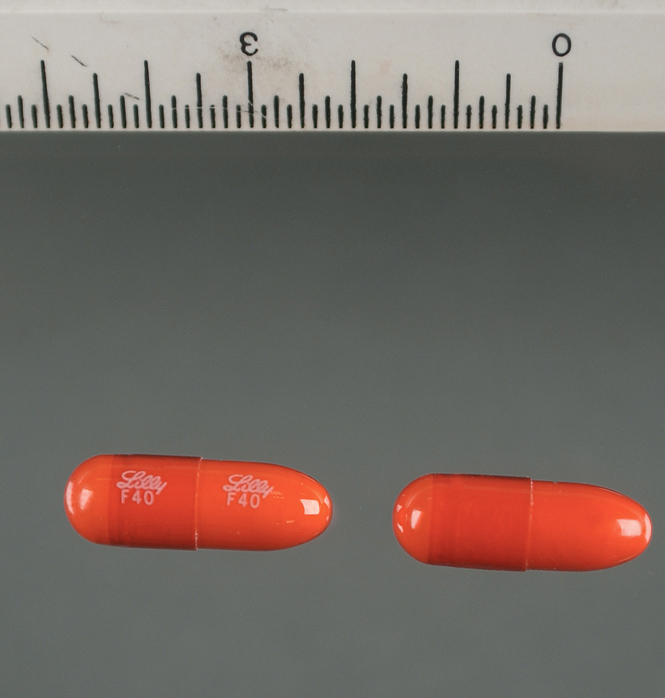
سيكوباربيتال هو أحد الأدوية الأكثر شيوعًا التي توصف للانتحار بمساعدة الطبيب في الولايات المتحدة.

الانتحار بمساعدة الغير، والمعروف أيضًا باسم الموت بمساعدة الغير أو الموت بمساعدة طبية، هو مساعدة شخص آخر على الانتحار. يشير المصطلح عادة إلى الانتحار بمساعدة الطبيب، أي يساعد فيه الطبيب أو غيره من مقدمي الرعاية الصحية. وعندما يتقرر أن وضع الشخص مؤهل بموجب قوانين الانتحار بمساعدة الطبيب، فإن مساعدة الطبيب تقتصر عادة على كتابة وصفة طبية لجرعة قاتلة من الأدوية.
وفي العديد من الولايات القضائية، تعتبر مساعدة الشخص على الموت انتحارًا جريمة. ويريد الأشخاص الذين يؤيدون تشريع الانتحار بمساعدة الطبيب أن يعفى الأشخاص الذين يساعدون في الموت الطوعي من الملاحقة الجنائية بتهمة القتل غير العمد أو جرائم مماثلة. يُعد الانتحار بمساعدة الطبيب أمرًا قانونيًا في بعض البلدان، وفي ظل ظروف معينة، ومن بينها كندا، وبلجيكا، وهولندا، ولوكسمبورغ، وإسبانيا، وسويسرا، وألمانيا، وأجزاء من الولايات المتحدة (كاليفورنيا، وكولورادو، وهاواي، ومين، ومونتانا، ونيو جيرسي، وأوريغون، وفيرمونت، وولاية واشنطن، وواشنطن العاصمة) وأستراليا (تسمانيا، وفيكتوريا، وأستراليا الغربية). وأضفت المحكمة الدستورية في النمسا وكولومبيا الصفة القانونية على الانتحار بمساعدة الغير، ولكن حكومتيهما لم تسن أو تنظم هذه الممارسة بعد. شرعت نيوزيلندا الانتحار بمساعدة الغير عن طريق الاستفتاء في عام 2020، وسيدخل حيز التنفيذ في 6 نوفمبر 2021. أقر البرلمان البرتغالي تشريع الانتحار بمساعدة الغير، لكنه الآن قيد نظر المحكمة الدستورية.
في معظم تلك الولايات أو البلدان، لكي يكون الأفراد الذين يسعون للانتحار بمساعدة الطبيب، مؤهلين للحصول على المساعدة القانونية، يجب أن يستوفوا معايير معينة، من بينها: الإصابة بمرض عضال، وإثبات صحتهم العقلية، والتعبير طوعيًا وبشكل متكرر عن رغبتهم في الموت، وأن يأخذوا الجرعة المميتة المحددة بأيديهم.

## المصطلح
الانتحار هو فعل قتل النفس. أما الانتحار بمساعدة الطبيب فهو عندما يساعد شخص آخر شخص ما ماديًا على الموت انتحارًا، مثل توفير الأدوات أو المعدات، في حين أن الانتحار بمساعدة الطبيب ينطوي على «تزويد شخص ما عن علم وعن قصد بالمعرفة أو الوسائل اللازمة للانتحار أو كليهما، بما في ذلك تقديم المشورة بشأن الجرعات القاتلة من الأدوية، ووصف هذه الجرعات القاتلة أو توفير الأدوية».
يتناقض الانتحار بمساعدة الغير مع الموت الرحيم، والذي يشار إليه أحيانًا باسم القتل الرحيم، إذ لا يتسبب الشخص الذي يريد الموت في موته بشكل مباشر، بل يُقتل من أجل منع الشخص من التعرض لمزيد من المعاناة. يمكن أن يحدث القتل الرحيم بموافقة أو دون موافقة، ويمكن تصنيفه على أنه طوعي أو غير طوعي أو قسري. الموت الرحيم الطوعي هو قتل الشخص الذي يعاني بموافقته. وهذا قانوني حاليًا في بعض المناطق. إذا كان الشخص غير قادر على تقديم الموافقة، يشار إليه باسم الموت الرحيم غير الطوعي. وقتل شخص لا يريد الموت، أو قادر على إعطاء الموافقة ولم يُبدها، هو جريمة الموت الرحيم القسري، ويعتبر جريمة قتل.
حق الموت هو الاعتقاد بأن الناس لهم الحق في الموت، إما من خلال مختلف أشكال الانتحار، أو القتل الرحيم، أو رفض العلاج الطبي المنقذ للحياة.
يمكن تعريف الانتحار على أنه «صفة أو حالة كونك انتحاريًا» أو «... نظام قمعي (ينبع من وجهات نظر غير انتحارية) يعمل على المستوى المعياري، والاستطرادي، والطبي، والقانوني، والاجتماعي، والسياسي والاقتصادي، والمستويات المعرفية التي يعاني فيها الأشخاص الانتحاريون من أشكال متعددة من الظلم والعنف...».

### الموت بمساعدة الغير مقابل الانتحار بمساعدة الغير
ويعارض بعض المدافعين عن المساعدة على الانتحار بشدة استخدام «الانتحار بمساعدة الغير» و«الانتحار» عند الإشارة إلى الانتحار بمساعدة الطبيب، ويفضلون عبارة «الموت بمساعدة الغير». والدافع وراء ذلك هو إبعاد النقاش عن حالات الانتحار التي يقوم بها عادة غير المرضى نهائيًا وغير المؤهلين للحصول على المساعدة إذا كانت قانونية. إنهم يشعرون أن هذه الحالات قد أثرت سلبًا على كلمة «انتحار» لدرجة أنها لا علاقة لها بالحالة التي يسعى فيها الشخص الذي يعاني بشكل لا يمكن علاجه إلى الموت بسلام.

### اضطهاد الانتحاريين
«الأشخاص الانتحاريون يشكلون مجموعة مضطهدة تظل ادعاءاتها غير مفهومة داخل المجتمع والقانون والأنظمة الطبية/النفسية وثقافة مجتمع المثليين». وينظر إلى الرغبة في الموت انتحارًا وإلى محاولة الانتحار على أنها غير عقلانية أو غير شرعية. إنه يؤدي إلى أمر قضائي بالعيش وبتأمين المستقبل إذ يجب إبقاء الأشخاص الانتحاريين على قيد الحياة. يستخدم باريل مصطلح الانتحار لوصف هذا الاضطهاد. لتقليل اضطهاد الأشخاص الانتحاريين، يقترح ألكسندر باريل، الأستاذ في العمل الاجتماعي، إثبات صحة الأفكار الانتحارية كتجربة مشروعة وخلق بيئة ترحيبية للاستماع إلى أصواتهم.

## الانتحار بمساعدة الطبيب

### الدعم

#### حجج
تشمل الحجج التي تدعم الموت بمساعدة الغير احترام استقلالية المريض، والمساواة في المعاملة للمرضى المصابين بأمراض عضال الذين يوضعون على أجهزة الإنعاش أو دونها، والشفقة، والحرية الشخصية، والشفافية، وأخلاقيات المسؤولية. عندما يكون الموت وشيكًا (نصف عام أو أقل)، يمكن للمرضى اختيار الموت بمساعدة الغير كخيار طبي لتقصير ما يعتبره الشخص عملية موت لا تطاق. في أغلب الحالات لم يكن الألم هو الدافع الأساسي للبحث عن الانتحار بمساعدة الطبيب في الولايات المتحدة؛ كانت مخاوف نهاية الحياة الثلاثة الأكثر ذكرًا والتي أبلغ عنها سكان ولاية أوريغون الذين استفادوا من قانون الموت بكرامة في عام 2015 هي: انخفاض القدرة على المشاركة في الأنشطة التي تجعل الحياة ممتعة (96.2%)، وفقدان الاستقلال الذاتي (92.4%)، وفقدان الكرامة (75.4%).

#### إحصائيات ولاية أوريغون
أفادت دراسة أجريت على الممرضات في دور الرعاية والأخصائيين الاجتماعيين في ولاية أوريغون أن أعراض الألم، والاكتئاب، والقلق، وجوع الهواء الشديد، والخوف من عملية الموت كانت أكثر وضوحًا بين المرضى المسنين الذين لم يطلبوا وصفة قاتلة للباربيتورات، وهو الدواء المستخدم في الموت بمساعدة الطبيب.
أشار تقرير مجلة باليتف مادسن عن أنماط استخدام دور الرعاية إلى أن أوريغون كانت في الربع الأعلى لاستخدام دور الرعاية وفي الربع الأدنى من أنماط استخدام دور الرعاية المحتملة. عُثر على اتجاه مماثل في ولاية فيرمونت، فرُخص الموت بمساعدة الغير في عام 2013.
في فبراير 2016، أصدرت ولاية أوريغون تقريرًا عن أرقام عام 2015. خلال عام 2015، كان هناك 218 شخصًا في الولاية جرت الموافقة عليهم وحصلوا على الأدوية القاتلة لإنهاء حياتهم. ومن بين 218 مريضًا، اتخذ 132 مريضًا مصابًا بمرض عضال في نهاية المطاف قرارًا بتناول الأدوية، ما أدى إلى وفاتهم. وفقًا لمسح دائرة الصحة العامة في ولاية أوريغون، كان غالبية المشاركين، 78% يبلغون من العمر 65 عامًا أو أكثر، وغالبيتهم من البيض أي 93.1%. 72% من المرضى الميؤوس من شفائهم ممن اختاروا إنهاء حياتهم جرى تشخيصهم بنوع من السرطان. في استطلاع ولاية أوريغون لعام 2015، سألوا المرضى الميؤوس من شفائهم الذين شاركوا في الموت بمساعدة طبية، ما هي أكبر مخاوفهم المتعلقة بنهاية الحياة: 96.2% من هؤلاء ذكروا فقدان القدرة على المشاركة في الأنشطة التي كانت تجعلهم يتمتعون بالحياة ذات يوم، 92.4% ذكروا فقدان الاستقلال الذاتي أو استقلالهم عن أفكارهم أو أفعالهم، و 75.4% ذكروا فقدان كرامتهم.

## المساعدة على الانتحار من وجهة نظر دينية

### الاسلام
لا ينبغي للطبيب المسلم أن يتدخل مباشرة ليقتل المريض طوعاً، ولا حتى من باب الشفقة (المدونة الإسلامية لأخلاقيات مهنة الطب، الكويت 1981) ؛ يجب أن يرى ما إذا كان المريض قابلاً للشفاء أم لا، وليس ما إذا كان يجب عليه الاستمرار في العيش. وبالمثل، يجب عليه عدم إعطاء الأدوية التي تسرع الموت، حتى بعد طلب صريح من الأقارب ؛ التسارع من هذا النوع يتوافق مع القتل.
في حزيران/يونيه 1995، أكد مؤتمر الأطباء المسلمين في ماليزيا (كوالالمبور) من جديد أن القتل الرحيم (غير محدد بشكل أفضل) يتعارض مع مبادئ الإسلام ؛ في السياق العسكري مثالا ، يحظر على الجندي المصاب بجروح خطيرة الانتحار أو أن يطلب من الجنود الآخرين قتله بدافع الشفقة أو تجنب الوقوع في أيدي العدو.